# Amparo Noguera
María Amparo Noguera Portales (Santiago, 6 de març de 1965) és una actriu xilena de teatre, cinema i televisió.

## Biografia
Nascuda a Santiago, el 16 de març de 1965, en una família d'artistes. És la segona filla de Héctor Noguera (1937-), un destacat actor i director de teatre, i d’ Isidora Portales (1940-1998), una productora de teatre. s germanastra dels també actors Diego, Damián i Emília Noguera.
Va estudiar teatre a l'Escuela Teatro Imagen de Gustavo Meza. es va iniciar en el teatre protagonitzant Ardiente paciencia (1986) de Antonio Skármeta, dirigida pel seu pare. El triomf que va aconseguir per la seva interpretació va ser determinant per a dedicar-se a la interpretació de manera professional.

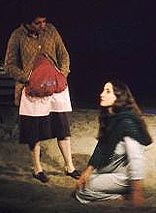
Amparo Noguera i María Elena Duvauchelle a "Ardiente paciencia"

Durant els següents anys, i integrada en repartiments d'obres com Las tres hermanas (1987), Diálogo sin fin de siglo (1988), La manzana de Adán (1990) i Historia de la sangre (1991), d'Alfredo Castro, es va consolidar com una de les joves més destacades de l'escena xilena.

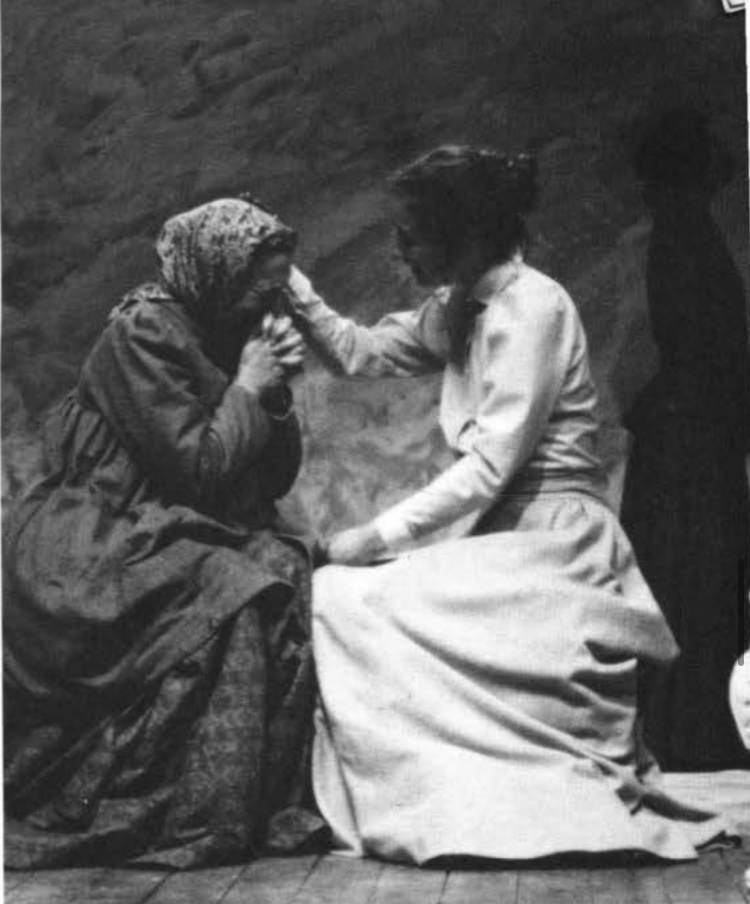
Amparo Noguera i María Cánepa a "Las tres hermanas" (Teatro UC)

Al llarg de la dècada de 1990, la seva reputació com a actriu teatral es va mantenir, mentre que es va obrir pas per a la televisió, protagonitzant La Intrusa de Canal 13, al costat de figures com Jaime Vadell, Marés González, Luis Alarcón i Liliana Ross.
Durant la segona meitat de la década de 1990, es va incorporar a Televisión Nacional de Chile el 1994 i va enfortir la seva carrera amb diverses actuacions de suport en la Època d'or de les telesèries, dirigides per Vicente Sabatini.
La seva gran oportunitat va arribar en 2010, quan va substituir a l'actriu Claudia Di Girolamo, qui va renunciar a l'Àrea Dramàtica de TVN, Noguera va començar a obtenir papers amb major rellevància i es va perfilar en la primera línia del canal estatal.
En 2018 després de 24 anys, es va anunciar el seu acomiadament de Televisión Nacional de Chile.

## Vida personal
Entre les seves parelles conegudes es van trobar els actors Álvaro Escobar, Manuel Peña, Felipe Braun i Francisco Melo. Actualment és parella del també actor Marcelo Alonso.

## Filmografia

### Cinema
| Cinema | Cinema                             | Cinema                 | Cinema                 |
| Any    | Pel·lícula                         | Paper                  | Director               |
| ------ | ---------------------------------- | ---------------------- | ---------------------- |
| 1988   | El ciclista del San Cristóbal      | Amparo                 | Peter Lilienthal       |
| 1988   | Ángeles                            | Claudia                | Tatiana Gaviola        |
| 1990   | El país de octubre                 |                        | Daniel de la Vega      |
| 1992   | Archipiélago                       |                        | Pablo Perelman         |
| 1996   | Mi último hombre                   | Rosalía                | Tatiana Gaviola        |
| 2001   | Un ladrón y su mujer               | Ana López              | Rodrigo Sepúlveda      |
| 2002   | Tres noches de un sábado           | Victoria               | Joaquín Eyzaguirre     |
| 2004   | Días de campo                      | Señorita Chazal        | Raúl Ruiz              |
| 2004   | El último sacramento               | Paulina                | Camilo Becerra         |
| 2006   | Padre nuestro                      | Mercedes               | Rodrigo Sepúlveda      |
| 2007   | Casa de remolienda                 | Nicolasa               | Joaquín Eyzaguirre     |
| 2007   | La vida me mata                    | Margarita              | Sebastián Silva        |
| 2007   | Radio Corazón                      | María Pilar Bauzá      | Roberto Artiagoitía    |
| 2008   | Secretos                           | Jueza Vilma            | Valeria Sarmiento      |
| 2008   | Tony Manero                        | Constanza              | Pablo Larraín          |
| 2010   | Post Mortem                        | Sandra                 | Pablo Larraín          |
| 2012   | No                                 | Psicòloga              | Pablo Larraín          |
| 2013   | Carne de perro                     | Laura                  | Fernando Guzzoni       |
| 2014   | Aurora                             | Sofía Olivarí          | Rodrigo Sepúlveda      |
| 2015   | Desastres naturales                | Lucía Martínez         | Bernardo Quesney       |
| 2016   | Neruda                             | Silvia                 | Pablo Larraín          |
| 2017   | Una mujer fantástica               | Adriana Cortés         | Sebastián Lelio        |
| 2017   | Los versos del olvido              | Mujer de bienes raíces | Alireza Khatami        |
| 2018   | ¿Cómo andamos por casa?            | Rocío                  | Boris Quercia          |
| 2018   | La Biographie Inventée             |                        | Nicolás Lasnibat       |
| 2018   | El Taller                          | María Paz              | José Tomas Videla      |
| 2019   | Ema                                | Directora col·legi     | Pablo Larraín          |
| 2019   | El hombre del futuro               |                        | Felipe Ríos            |
| 2019   | Vendrá la muerte y tendrá tus ojos | Ana                    | José Luis Torres Leiva |
| 2020   | Pacto de fuga                      | Fabiola Pizarro        | David Albala           |
| 2020   | Tengo miedo torero                 | Doña Olguita           | Rodrigo Sepúlveda      |
| 2022   | Historia y geografía               | Gioconda Martínez      | Bernardo Quesney       |
| 2022   | El Padeciente                      | Milena Fariña          | Constanza Fernández    |
| 2023   | Blanquita                          |                        | Fernando Guzzoni       |

### Curtmetratges
| Cinema | Cinema                   | Cinema  | Cinema                  |
| Any    | Curtmetratge             | Paper   | Director                |
| ------ | ------------------------ | ------- | ----------------------- |
| 1995   | Dialogo de sordos        |         | Guillermo Cifuentes     |
| 1998   | Future House             | Mariana | Arnaldo Rodríguez       |
| 1999   | La tarde mirando pajaros |         | Rodrigo Sepúlveda Urzúa |
| 2004   | Los ojos abiertos        |         | José Luis Torres Leiva  |
| 2017   | El sueño de Ana          | Ana     | José Luis Torres Leiva  |

## Televisió

### Telenovel·les
| Any  | Títol                   | Paper             | Notes              | Ref.   |
| ---- | ----------------------- | ----------------- | ------------------ | ------ |
| 1989 | La intrusa              | Texia González    | Principal.         |        |
| 1990 | ¿Te conté?              | Antonieta         | Secundari          |        |
| 1991 | Ellas por ellas         | Ema Hurtado       | Secundari          |        |
| 1994 | Champaña                | Verónica Valdés   | Antagonista        |        |
| 1994 | Rojo y miel             | Lucía Castellanos | Secundari          |        |
| 1995 | Estúpido cupido         | Marta Davis       | Secundari          |        |
| 1996 | Sucupira                | Norma Órdenes     | Secundari          |        |
| 1997 | Oro verde               | Adela Moraga      | Secundari          |        |
| 1998 | Iorana                  | Ingrid Astudillo  | Secundari          |        |
| 1999 | La fiera                | Rosita Espejo     | Secundari          |        |
| 2000 | Romané                  | María Magdalena   | Secundari          |        |
| 2001 | Pampa Ilusión           | Elisa Pereira     | Secundari          |        |
| 2002 | El circo de las Montini | Olga III Montini  | Antagonista        | [ 10 ] |
| 2003 | Puertas adentro         | Mónica Barrera    | Antagonista        | [ 11 ] |
| 2004 | Los Pincheira           | Luisa Sotomayor   | Secundari          |        |
| 2005 | Los Capo                | Concetta Espósito | Antagonista        | [ 12 ] |
| 2006 | Cómplices               | Rita Cifuentes    | Secundari          |        |
| 2007 | Corazón de María        | Dalila Peñafiel   | Papel co-principal | [ 13 ] |
| 2008 | Viuda alegre            | Kathy Meneses     | Secundari          |        |
| 2009 | Los exitosos Pells      | Liliana Tokmann   | Secundari          |        |
| 2010 | Martín Rivas            | Engracia Núñez    | Antagonista        |        |
| 2011 | El laberinto de Alicia  | Sofía Donoso      | Papel co-principal | [ 14 ] |
| 2012 | Pobre rico              | Virginia Donoso   | Antagonista        | [ 15 ] |
| 2014 | Vuelve temprano         | Clara Arancibia   | Papel principal    | [ 16 ] |
| 2015 | La Poseída              | Juana Correa      | Papel co-principal |        |
| 2017 | Dime quién fue          | Agustina Lyon     | Antagonista        |        |
| 2019 | Río oscuro              | Clara Molina      | Papel principal    | [ 17 ] |
| 2022 | La ley de Baltazar      | Margarita Fuentes | Papel principal    | [ 18 ] |

### Sèries
| Any       | Títol                   | Paper                   | Notes                          |
| --------- | ----------------------- | ----------------------- | ------------------------------ |
| 1996      | La Buhardilla           | Anita                   | Paper de suport                |
| 1996      | Las historias de Sussi  | Teresa                  | Episodi: En el correo del amor |
| 1998      | Brigada Escorpión       | Angélica                | Episodi: La huella             |
| 1998-1999 | Sucupira, la comedia    | Norma Órdenes           | Paper de suport                |
| 2011-2013 | Prófugos                | Natalia Ricci "La Roja" | Paper de suport                |
| 2015      | Zamudio                 | Marcela                 | 2 episodis                     |
| 2020      | La jauría               | Verónica Rivera         | Paper de suport; 7 episodis    |
| 2021      | No nos quieren ver      | Javiera Rojas           | Paper de suport; 5 episodis    |
| 2022      | Los prisioneros         | Ida Ríos                | Paper de suport                |
| 2022      | 42 días en la oscuridad | Nora Figueroa           | Paper de suport                |
| 2022      | Los espookys            | Isabel                  | 4 episodis                     |
| 2022      | Cromosoma 21            | Jueza                   | 3 episodis                     |
| 2023      | La vida de nosotras     | Silvana del Valle       | Episodi: Nicole                |

## Teatre
Obras de teatro

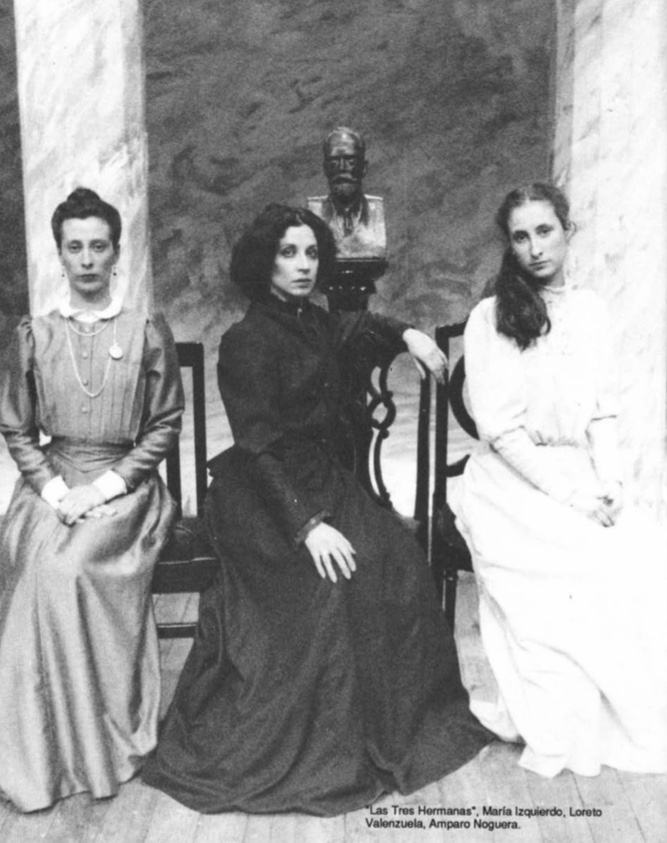
María Izquierdo Huneeus, Loreto Valenzuela i Amparo Noguera a "Las tres hermanas" d’ Anton Txèkhov el 1987 (Teatro UC)

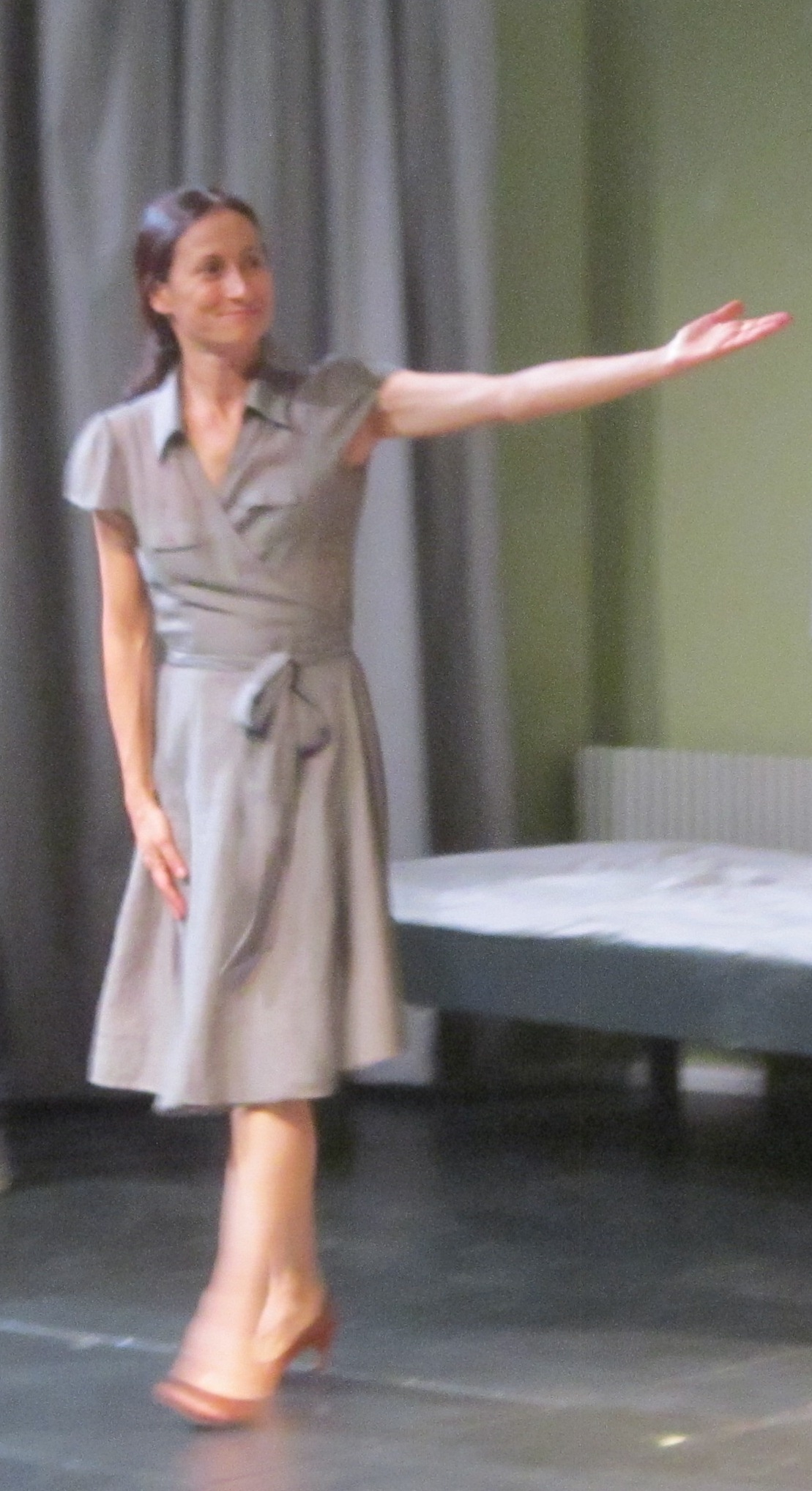
Amparo Noguera a "El Padre" el 2018

- 1986 - Ardiente paciencia, de Antonio Skármeta.
- 1987 - Las tres hermanas, d'Anton Txèkhov (Teatro UC)
- 1988 - Diálogo sin fin de siglo, de Isidora Aguirre (Teatro Ictus)
- 1989 - El paseo de Buster Keaton, de Federico García Lorca (Teatro UC)
- 1990 - La manzana de Adán, de Claudia Donoso (Teatro La Memoria)
- 1991 - Historia de la sangre, de Alfredo Castro (Teatro La Memoria)
- 1992 - Dédalo en el vientre de la bestia, de Marco Antonio de la Parra (Teatro La Memoria)
- 1993 - Los días tuertos, de Claudia Donoso (Teatro La Memoria)
- 1994 - Tartufo, de Molière (Teatro UC)
- 1995 - Crimen y castigo, de Fiódor Dostoievski (Teatro UC)
- 1996 - La visita, de Claudia Di Girolamo (dir.: Claudia Di Girolamo)
- 1998 - Madame de Sade, de Yukio Mishima (Teatro UC)
- 1998 - Doña Rosita la soltera, de Federico García Lorca
- 1999 - Hechos consumados, de Juan Radrigán (Teatro UC)
- 2000 - El coordinador, de Benjamín Galemiri (Teatro UC)
- 2001 - Alguien va a venir, de Jon Fosse (dir.: Víctor Carrasco)
- 2002 - Cartas vencidas, de Héctor Noguera (Teatro Camino, dir.: Héctor Noguera)
- 2003 - Provincia señalada, de Javier Riveros (Teatro La Provincia)
- 2003 - Mano de obra, de Diamela Eltit (Matucana 100)
- 2004 - La gaviota, de Anton Txèkhov
- 2005 - Numancia, de Miguel de Cervantes (Teatro La María)
- 2006 - Casa de muñecas, de Henrik Ibsen (Teatro UC)
- 2006 - Infamante Electra, de Benjamín Galemiri (Teatro Camino, dir.: Raúl Ruiz)
- 2007 - Las brutas, de Juan Radrigán (Teatro La Provincia, dir.: Rodrigo Pérez)
- 2009 - Cara de fuego, de Marius von Mayenburg (Teatro Antonio Acevedo)
- 2011 - La señorita Julia, de August Strindberg (Centro GAM, dir.: Cristián Plana)
- 2011 - Diatriba de la Victoria, de Juan Radrigán (Teatro La Memoria)
- 2011 - Soy tumba, de Claudia Di Girolamo (Teatro del Puente, dir.: Claudia Di Girolamo)
- 2011 - Casa de muñecas, de Henrik Ibsen (Teatro La Memoria, dir.: Alfredo Castro)
- 2013 - El jardín de los cerezos, d'Anton Txèkhov (Teatro Camino, dir.: Héctor Noguera)
- 2014 - Un tranvía llamado deseo, de Tennessee Williams (Centro GAM, dir.: Alfredo Castro)
- 2016 - El corazón del gigante egoísta, de Oscar Wilde (Centro GAM, dir.: Juan Pablo Peragallo)
- 2017 - El padre, de Florian Zeller (Teatro UC, dir.: Marcelo Alonso)
- 2018 - Hedda Gabler, de Henrik Ibsen (Centro GAM, dir.: Claudia Di Girolamo)
- 2019 - Mano de obra, de Diamela Eltit (Teatro La Memoria, dr.: Alfredo Castro)
- 2021 - La persona deprimida, de David Foster Wallace (dir. Daniel Veronese)

Streaming
- 2020 - Clase magistral, de Rafael Gumucio (The Cow Company)
- 2020 - Mesa de expertos, de Rafael Gumucio (The Cow Company)
- 2020 - Una nueva vida, de Rafael Gumucio (The Cow Company)
- 2020 - El corazón de la fiesta, de Rafael Gumucio (The Cow Company)
- 2020 - El laúd francés, de Rafael Gumucio (The Cow Company)
- 2020 - El gran escape, de Rafael Gumucio (The Cow Company)
- 2020 - Duelo, de Rafael Gumucio (The Cow Company)
- 2020 - Servicio al cliente, de Rafael Gumucio (The Cow Company)
- 2020 - Swingers, de Rafael Gumucio (The Cow Company)
- 2020 - La voz humana, de Jean Cocteau (Teatro La Palabra, dir.: Víctor Carrasco)
- 2021 - La vida que te di, de Luigi Pirandello (Centro GAM, dir.: Cristian Plana)
- 2021 - Casta diva, de Jorge Díaz (Corporación Cultural de Providencia, dir.: Álvaro Viguera)

Exposicions
- 2013 - Aquí están, de Claudia Di Girolamo (Museo de La Memoria, dir.: Claudia Di Girolamo)